# 안동여자중학교
안동여자중학교(安東女子中學校)는 대한민국 경상북도 안동시 법상동에 있는 공립 중학교이다.

## 학교 연혁
- 1942년 5월 1일 : 4년제 안동고등여학교로 개교
- 1946년 9월 1일 : 6년제 중학교로 개편
- 1951년 7월 1일 : 3년제 중학교로 개편
- 1970년 3월 1일 : 중·고분리, 단설 중학교로 개편
- 1974년 9월 14일 : 신축 교사 37교실 준공
- 1975년 1월 17일 : 교사 이전(옥야동에서 법상동 1번지로)
- 1998년 3월 1일 : 도교육청지정 교과교육 연구중심 시범학교
- 2014년 8월 5일 : 다목적 강당 꿈마루 준공
- 2014년 8월 19일 : 선진형 교과교실제 시행
- 2016년 3월 1일 : 교육부지정 소프트웨어교육 선도학교 운영
- 2016년 10월 7일 : 학교 급식소 준공
- 2023년 1월 3일 : 제78회 졸업식(졸업생 수 165명, 졸업생 총 수 26,368명)
- 2023년 3월 2일 : 2023학년도 입학식(입학생 수 152명)
- 2023년 9월 1일 : 제33대 김진목 교장 취임

## 참고 자료
- 안동여자중학교 - 한국교육학술정보원 학교알리미